# Epitonium scalare
Epitonium scalare (Linnaeus, 1758) è un mollusco gasteropode marino, provvisto di opercolo, appartenente alla famiglia Epitoniidae.

## Descrizione
Questo gasteropode è conosciuto per la conchiglia, dalle belle forme di colore bianco avorio che può raggiungere una lunghezza di 60 mm.